# Olympische Sommerspiele 1988/Teilnehmer (Mauritius)
| Gelbes Symbol für Goldmedaillen mit stilisierten Olympischen Ringen | Graues Symbol für Silbermedaillen mit stilisierten Olympischen Ringen | Braundes Symbol für Bronzemedaillen mit stilisierten Olympischen Ringen |
| ------------------------------------------------------------------- | --------------------------------------------------------------------- | ----------------------------------------------------------------------- |
| —                                                                   | —                                                                     | —                                                                       |

Mauritius nahm an den Olympischen Sommerspielen 1988 in Seoul, Südkorea, mit einer Delegation von acht Sportlern (sechs Männer und zwei Frauen) an neun Wettkämpfen in fünf Sportarten teil. Medaillen konnten keine gewonnen werden. Es war die zweite Teilnahme an Olympischen Sommerspielen für das Land.

## Teilnehmer nach Sportarten

### Boxen
Herren
- Teekaram Rajcoomar

Bantamgewicht
- Runde eins: Freilos
Runde zwei: Niederlage gegen Abraham Torres aus Venezuela
Rang 17

### Gewichtheben
Herren
- José Moirt

Leichtschwergewicht
- Runde eins (Reißen): Rang 17
Runde zwei (Stoßen): Rang 19
Endergebnis: Rang 17

### Leichtathletik
Herren
- Judex Lefou
  - 110 Meter Hürden

Runde eins: ausgeschieden in Lauf zwei (Rang sechs), 14,73 Sekunden

Damen
- Maryse Justin
  - Marathon

Finale: 51. Platz, 2:50:00 Stunden

- Sheila Seebaluck
  - 800-Meter-Lauf

Runde eins: ausgeschieden in Lauf zwei (Rang acht), 2:08,93 Minuten

### Ringen
Herren
- Navind Ramsaran
  - Superschwergewicht, Freistil

Runde eins: Niederlage gegen Daniel Payne aus Kanada
Runde zwei: Freilos
Runde drei: Niederlage gegen Bruce Baumgartner aus den USA; ausgeschieden
  - Superschwergewicht, griechisch-römischer Stil

Runde eins: Niederlage gegen Hassan El-Haddad aus Ägypten
Runde zwei: Sieg gegen Kazuya Deguchi aus Japan; ausgeschieden

### Tischtennis
Herren

Einzel
- Alain Choo-choy
Gruppenphase: ausgeschieden in Gruppe C (Rang acht)
Rang 57

- Gilany Hosnani
Gruppenphase: ausgeschieden in Gruppe B (Rang acht)
Rang 57

Doppel
- Alain Choo-choy
- Gilany Hosnani
Gruppenphase: ausgeschieden in Gruppe C (Rang acht)
Rang 29